# 章大宝
章大宝（？—585年5月28日），南朝陈吴兴郡武康县（今浙江省德清县西）人，章昭达之子。
章大宝袭爵邵陵郡公，历任散骑常侍，护军。出为丰州刺史，在丰州（治今福建省福州市）贪婪横暴，被百姓怨恨。陈后主派遣太仆卿李晕前来接替其职务。585年（陈至德三年、隋开皇五年）三月初五，章大宝在李晕将至时，率人将其袭杀，起兵叛乱。章大宝派部将杨通率军攻打建康（今南京市），未克。朝廷大軍将至，章大宝部众溃败，章大宝逃入山中，被追兵擒获，枭首朱雀航，夷灭三族。以吳惠覺接替豐州刺史一職。